# Agum III
Agum III va ser un rei cassita de Babilònia cap a la meitat del segle xv aC. Governava també una part d'Accàdia i el País de la Mar. Era fill de Kaixtiliaix III i va succeir en el tron al seu oncle Ulamburiaix. El País de la Mar es va revoltar però la rebel·lió va poder ser controlada. Se sap molt poc d'aquest rei, només l'expedició que va organitzar per reprimir aquesta rebel·lió.
El va succeir Karaindaix, amb el que es desconeix quina relació familiar tenia.